# Musa bukensis
Musa bukensis är en enhjärtbladig växtart som beskrevs av Graham Charles George Argent. Musa bukensis ingår i släktet bananer, och familjen bananväxter. Inga underarter finns listade i Catalogue of Life.